# Гриффит, Уильям
Уильям Гриффит (англ. William Griffith; 4 марта 1810, Ham Common, Суррей, Великобритания, — 9 февраля 1845, Малакка, Британская Индия) — британский врач, натуралист и ботаник.
Родился в семье лондонского торговца. Получил медицинское образование, но, оставаясь врачом, всё своё свободное время посвящал ботанике.
В 1832 году Гриффит отправился в Мадрас, где был назначен ассистентом хирурга на службе Ост-Индской компании. Проведя в Мадрасе лишь несколько месяцев, он был перемещён в Мергуи (Бирма), получив возможность пополнить свою коллекцию растений в Тенассериме. В 1835 году вернулся в Калькутту и был направлен, вместе с Натаниэлом Валлихом и Джоном МакКлелландом, в Ассам, чтобы определить, может ли чай расти в северо-восточной Индии. По окончании экспедиции Гриффит остался на год в Ассаме, пополняя коллекцию флоры.
В 1838 году Гриффит, в сопровождении одного лишь слуги, отправился в исследовательскую экспедицию по Бирме в сторону Рангуна, а затем участвовал в экспедиции в Бутан. В ноябре того же года сопровождал индийскую армию на протяжении всего её похода, после чего остался в Афганистане, предпринимая различные экспедиции по стране, а также в горную систему Гиндукуш. Вернулся в Калькутту в 1841 году.
Затем Гриффит отправился на Малакку, куда он был назначен младшим хирургом, и пробыл там в течение года, собирая местные растения.
Вернувшись в Калькутту он в 1842 году принял на себя руководство ботаническим садом, и чтением лекций по ботанике в медицинском колледже на время отсутствия Валлиха. После его возвращения Гриффит еще несколько месяцев оставался в Калькутте, женился, и в декабре 1844 года переехал в Малакку, но в январе 1845 года заразился гепатитом и через месяц умер.
После смерти записи и гербарий, собранный Гриффитом были отправлены в Англию и хранятся библиотеке и гербарии комплекса ботанических садов Kew Gardens.

## Научные работы
- «Journals of Travels in Assam Burma Bootan Affghanistan and the Neighbouring Countries» Bishop’s College Press, Calcutta; reprinted 2001 Munshiram Manoharlal Publishers, New Delhi.